# Diuris corymbosa
Diuris corymbosa là một loài lan. It is đặc hữu của the south-west of Western Australia.

## Hình ảnh

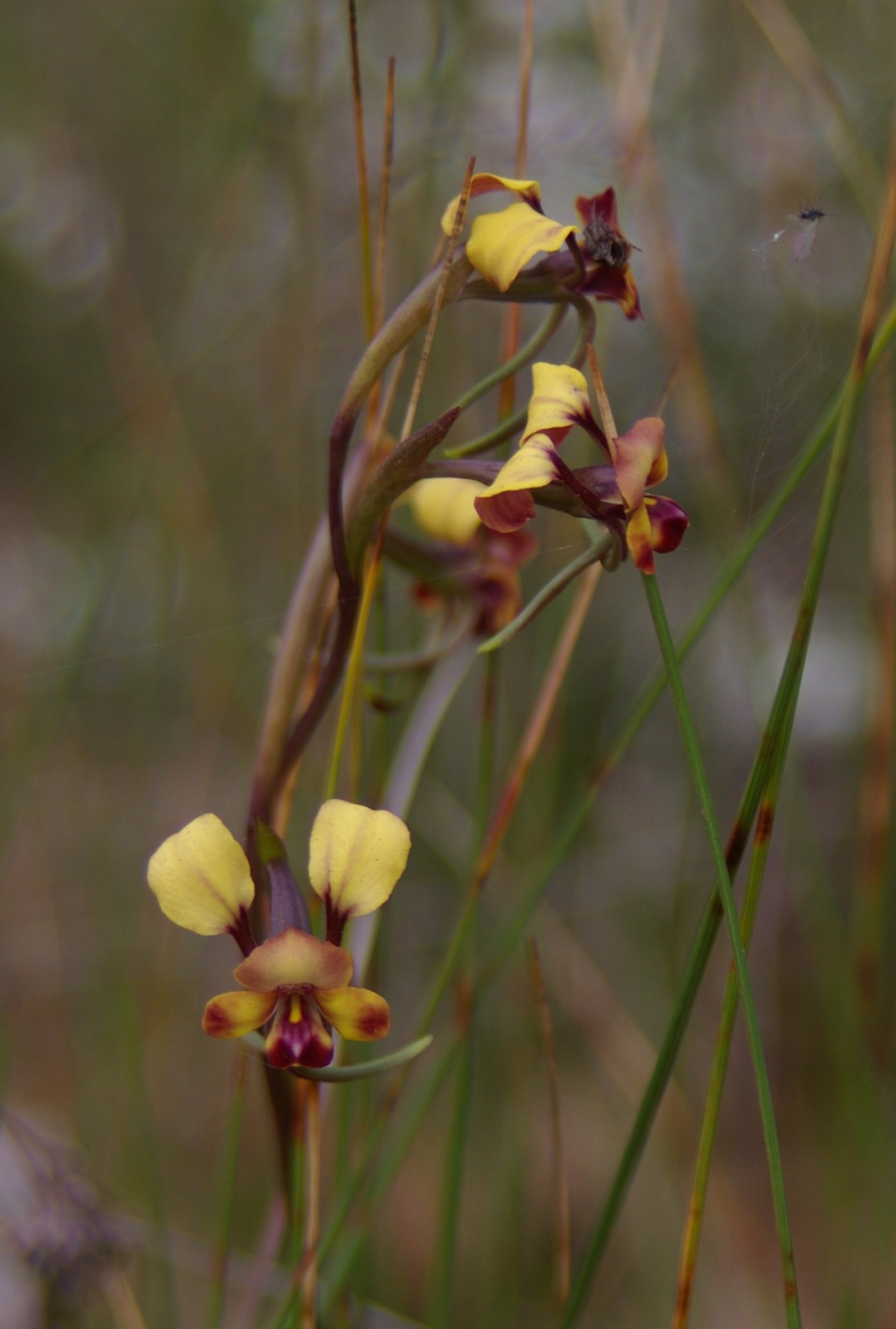
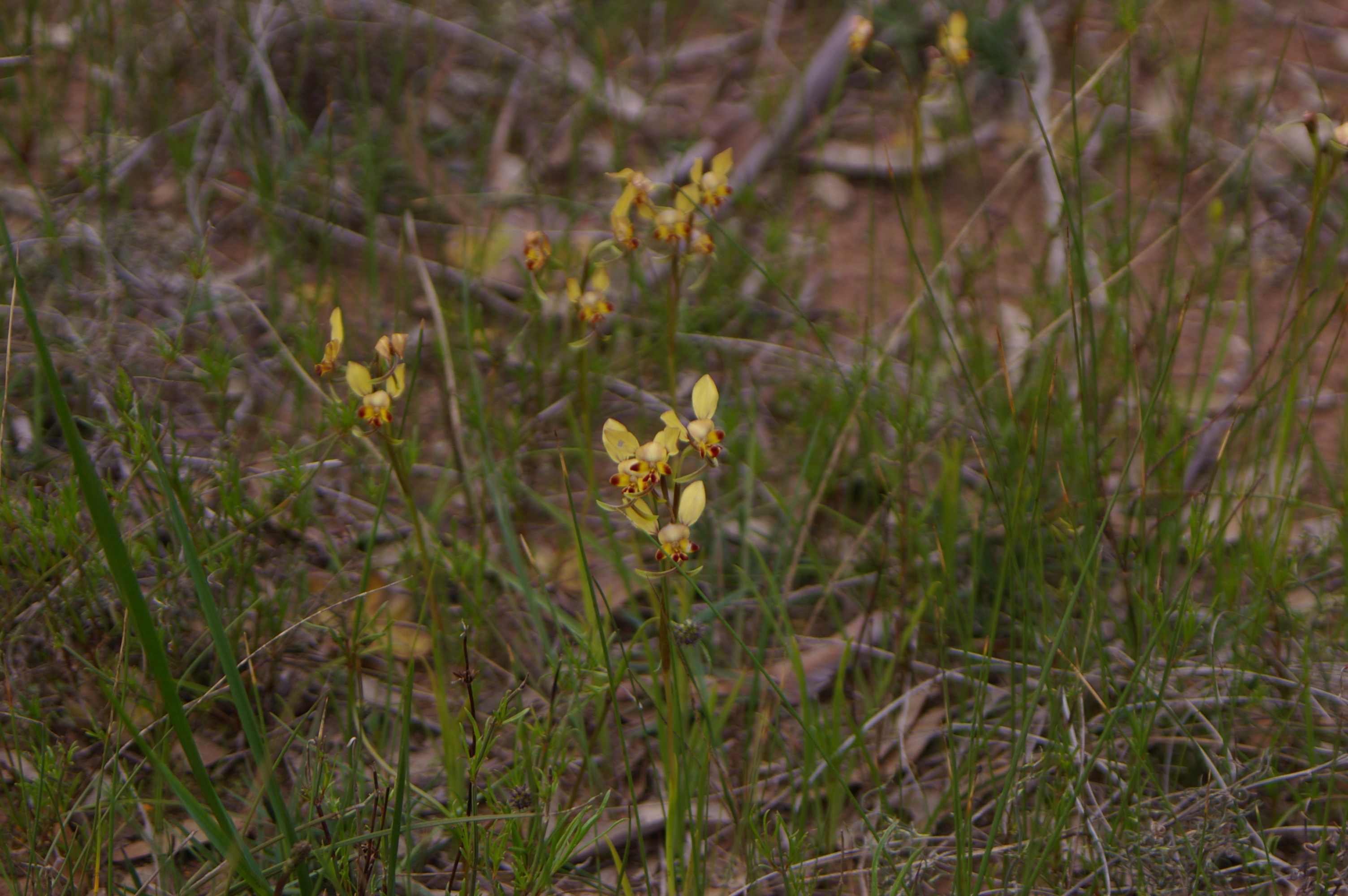
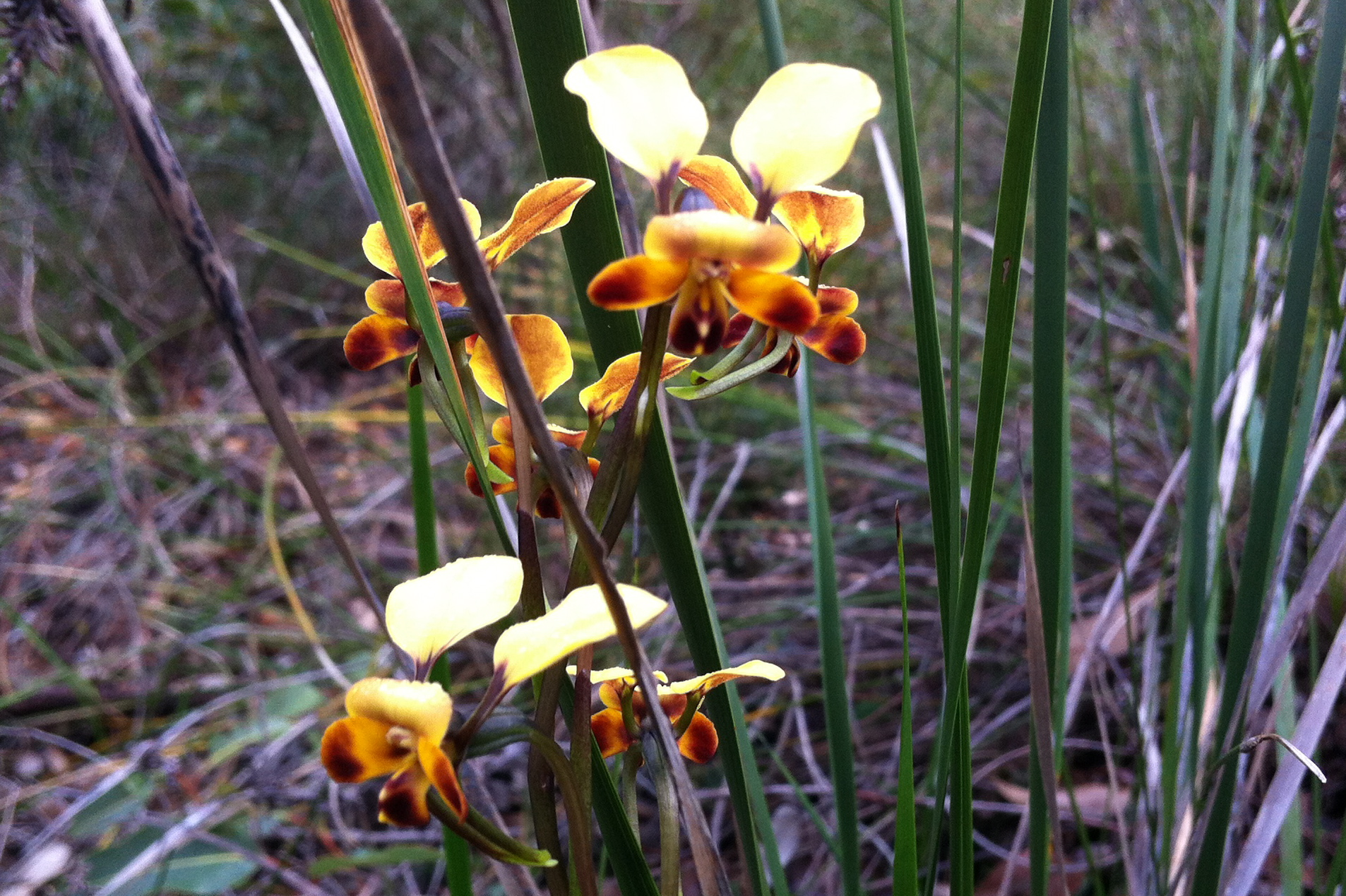
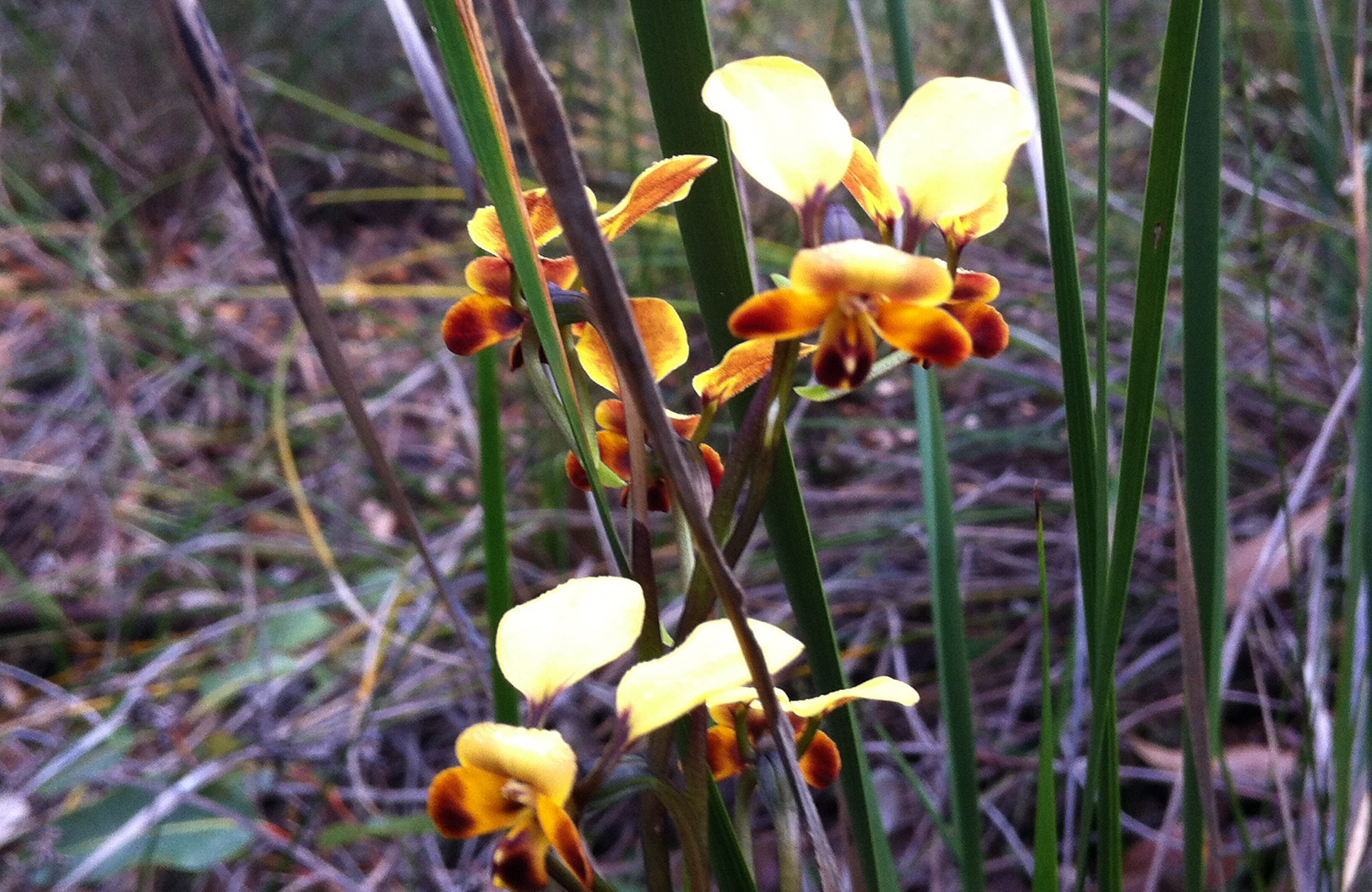